# Katherine Haringhton
Katherine Haringhton   (5 de desembre de 1971) és una advocada, política veneçolana, i exvicefiscal del Ministeri Públic (2017-2018).
És coneguda per prendre nombrosos casos polítics importants i per ser l'única civil entre els set funcionaris sancionats pel govern de Barack Obama mitjançant decret presidencial del 8 de març de 2015 per violació de drets humans entre febrer i març de 2014.

## Educació i Ministeri Públic
Katherine es va graduar com a advocada a la Universitat Central de Veneçuela el 1997, especialitzant-se en ciències penals i criminològiques entre 1999 i 2001 en la Universitat Catòlica Andrés Bello sense la tesi, realitzant un curs de postgrau en dret penal el 2001 a la Universitat de Salamanca i diplomatures a la Universitat Catòlica Santa Rosa, a la Universitat Externat de Colòmbia i a l'Escola Nacional de Fiscals del Ministeri Públic a Caracas.
Va treballar durant 21 anys en el Ministeri Públic, on va ocupar diversos càrrecs, sense mai obtenir la titularitat d'ells, i on va prendre nombrosos casos polítics importants, a més d'encarregar-se de la investigació del tall de corrent elèctric nacional ocorregut al setembre de 2013.
El 2012 va imputar càrrecs contra Ana María Abreu de San Miguel, acusada de delictes contra la seguretat de la nació per ús d'informació reservada, germana de la directora de l'ONG Control Ciutadà Rocío San Miquel.
En 2014 va imputar a diverses persones en el context de La Sortida i de les protestes a Veneçuela en 2014, incloent a Rodrigo Diamanti (president de l'ONG Un Mundo Sin Mordaza amb els càrrecs de tinença d'artefactes explosius i obstrucció a la via pública), a Gaby Arellano (llavors del Front Universitari de Voluntat Popular, pel delicte de conspiració), i a María Corina Machado (per suposadament estar vinculada a un pla de magnicidi contra el president Nicolás Maduro), citant a Henrique Salas Römer, Gustavo Tarre, Robert Alonso, Pedro Mario Burelli, Diego Arria i Ricardo Koesling perquè testifiquessin davant la presumpta conspiració. Al juny del mateix any va signar la citació contra Tamara Sujú, directora de l'ONG Fòrum Penal Veneçolà perquè comparegués per desestabilització i traïció a la pàtria, qui va fugir de país per evadir la mesura. Haringhton també va estar implicada en el cas de Lorent Gómez Saleh el mateix any, a qui va imputar els càrrecs de conspiració a la rebel·lió, instigació i intimidació a l'ordre públic, incertesa pública, divulgació d'informació falsa, expedició indeguda de certificacions, facilitació d'ingrés il·legal d'estrangers i falsificació de documents, i al pilot privat Rodolfo González, a qui se li van imputar els delictes de conspiració, instigació pública i associació per delinquir i qui es va suïcidar al març de 2015 a la seva cel·la a El Helicoide.

El 2015 va rebre l'expedient i va dur a terme la imputació contra l'alcalde metropolità Antonio Ledezma junt amb el seu auxiliar Yeison Moreno pel delicte de conspiració i associació contra el govern nacional. El 8 de març de 2015 va ser sancionada amb la congelació dels béns als Estats Units d'Amèrica, el Departament d'Estat d'aquest país li va suspendre el seu visat i la va incloure en la llista de l'Oficina de control d'Actius Estrangers dels Estats Units (OFAC) a l'ésser acusada de violació de dret humans durant les protestes de 2014, sent una de set funcionaris sancionats i l'única civil. A l'abril de 2015 va ser designada per Nicolás Maduro com viceministra per al Sistema Integrat d'Investigació Penal, Justícia i Pau del Ministeri per a Relacions Interiors, Justícia i Pau, càrrec que va ocupar entre 2015 i 2016 fins a ser remoguda any i mig després per formar part del Consell General de Policia del mateix viceministeri, on va estar al comandament del Pla de Desarmament Voluntari i de la refundació del CICPC, i l'adequació del Servei de Medicina i Ciències Forenses (Senamecf).

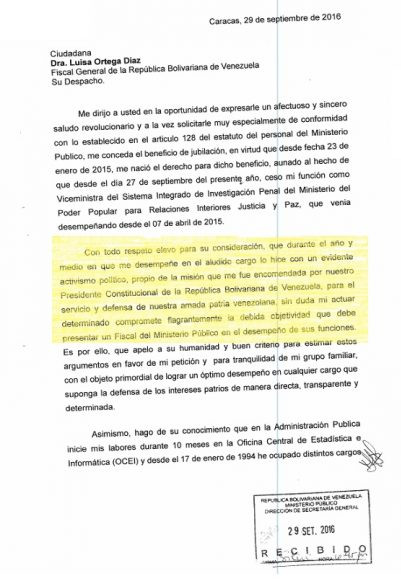
Solicitud de jubilación de Katherine Haringthon

El 29 de setembre de 2016 va remetre una sol·licitud de jubilació a Luisa Ortega Díaz, expressant que durant la seva gestió com a viceministra va exercir «amb un evident activisme polític, propi de la meva missió que em va ser encomanada pel nostre President Constitucional de la República Bolivariana de Veneçuela (...) sens dubte el meu actuar determinat compromet flagrantment la deguda objectivitat que ha de presentar un fiscal del Ministeri Públic en l'exercici de les seves funcions».
També s'ha exercit com a consultora jurídica del SEBIN.

## Vicefiscalia general del TSJ
El 27 de juny de 2017 el Tribunal Suprem de Justícia de Veneçuela va dictar la sentència 470, en la qual es declara la nul·litat absoluta del nomenament com vicefiscal general de Rafael González Arias per part de la fiscal general Luisa Ortega Díaz, després ratificat el 3 de juliol per unanimitat per l'Assemblea Nacional.
A l'endemà, el 4 de juliol, Katherine Haringhton pren jurament com vicefiscal general del TSJ, decisió presa al considerar que l'Assemblea «estava en desacatament» i per considerar que anava en contra de la constitució i a les lleis, a causa que la competència per designar els funcionaris del Ministeri Públic és de l'Assemblea Nacional. Ortega Díaz va oferir una roda de premsa pocs minuts després on va anunciar desconèixer el nomenament.
El 7 de juliol va ser desallotjada de l'oficina de la fiscalia #2 del Ministeri Públic pel personal de seguretat després d'haver entrat dins del maleter del cotxe de la fiscal Narda Sanabria (qui va imputar càrrecs contra el dirigent opositor Leopoldo López el 2014 junt amb Franklin Nieves), i que els empleats de la institució alertessin de la seva presència. Es presumeix que van revisar expedients en matèria de corrupció. Sanabria va ser destituïda com a fiscal per haver permès l'entrada.
El 10 de juliol va informar haver comissionat a la fiscal 14 de la sala de cassació penal del TSJ per revisar el cas de 14 oficials de Polichacao (Policia Municipal de Chacao) reclusos a El Helicoide, els quals estaven detinguts a des de juny de 2016 i als que el Ministeri Públic els havia concedit una mesura cautelar després de la interposició d'un recurs d'habeas corpus, però les butlletes d'excarceració es negaven a ser rebudes pel SEBIN.
El 13 de juliol se li va negar l'accés a una assemblea extraordinària de fiscals iberoamericans a Buenos Aires, a causa que entenien que la fiscal general era Luisa Ortega Díaz i que se li havia permès l'entrada al seu representant Patricia Parra, a causa de la prohibició de sortida de país i la congelació de comptes bancaris de Luisa Ortega; l'assemblea va repudiar qualsevol acte de «fustigació» o de «pretensió de remoció il·legal o arbitrària». L'expres polític Lorent Saleh la va assenyalar com la persona que dirigia les seves tortures quan es trobava reclòs a la seu del SEBIN.
Katherine va ser destituïda el 23 d'octubre de 2018 segons Gaseta Oficial, i designant posteriorment per l'Assemblea Nacional Constituent de 2017 a Beysce Loreto com la seva successora.